# Дейв Кемерон
Дейв Кемерон (англ. Dave Cameron; нар. 29 липня 1958, Шарлоттаун) — канадський хокеїст, що грав на позиції центрального нападника. Згодом — хокейний тренер.

## Ігрова кар'єра
Хокейну кар'єру розпочав 1976 року виступами за команду Університету Острова Принца Едварда.
1978 року був обраний на драфті НХЛ під 135-м загальним номером командою «Нью-Йорк Айлендерс». 1 жовтня 1981 року Дейва обміняли до клубу «Колорадо Рокіз» в обмін на вибір у Драфті НХЛ 1983 майбутньої зірки Пета Лафонтена.
Вже наступного сезону Кемерон опинився в команді «Нью-Джерсі Девілс», за «дияволів» він відіграв два сезони після чого виступав за команди нижчих ліг.
Загалом провів 168 матчів у НХЛ.

## Тренерська робота
У 1995 році Кемерон очолив команду «Детройт Фалконс». Надалі він працював як з юніорськими командами так і клубами АХЛ.
З 2011 по 2016 роки працював в системі клубу НХЛ «Оттава Сенаторс», причому останні два сезони, як головний тренер.
6 липня 2016 року, Кемерон став асистентом головного тренера клубу НХЛ «Калгарі Флеймс».
У травні 2018 року, Дейв став головним тренером австрійського клубу «Відень Кепіталс», на цій посаді він замінив Сержа Обена, який очолив швейцарську команду ЦСК Лайонс. В австрійський команді канадець пропрацював три сезони.
Дейв Кемерон працював також із збірними командами Канади, зокрема юніорської у 2003 році як асистент, а наступного року, як головний тренер.
З молодіжною збірною Канади працював у 2011, 2016 (асистент) та 2022 роках.

## Статистика
| 1976–77      | Університет Острова Принца Едварда | Ю Спортс     | 20  | 7  | 10 | 17 | 12  | — | — | — | — | —  |
| 1977–78      | Університет Острова Принца Едварда | Ю Спортс     | 16  | 13 | 30 | 43 | 26  | — | — | — | — | —  |
| 1978–79      | Університет Острова Принца Едварда | Ю Спортс     | 16  | 13 | 30 | 43 | 26  | — | — | — | — | —  |
| 1979–80      | «Форт-Вейн Кометс»                 | ІХЛ          | 6   | 3  | 6  | 9  | 9   | — | — | — | — | —  |
| 1979–80      | «Індіанаполіс Чекерс»              | ЦПХЛ         | 70  | 15 | 21 | 36 | 101 | 7 | 0 | 0 | 0 | 16 |
| 1980–81      | «Індіанаполіс Чекерс»              | ЦПХЛ         | 78  | 40 | 30 | 70 | 156 | 5 | 2 | 3 | 5 | 4  |
| 1981–82      | «Колорадо Рокіз»                   | НХЛ          | 66  | 11 | 12 | 23 | 103 | — | — | — | — | —  |
| 1981–82      | «Форт-Вейн Теханс»                 | ЦПХЛ         | 2   | 0  | 0  | 0  | 0   | — | — | — | — | —  |
| 1982–83      | «Нью-Джерсі Девілс»                | НХЛ          | 35  | 5  | 4  | 9  | 50  | — | — | — | — | —  |
| 1982–83      | «Вічита Вайнд                      | ЦПХЛ         | 25  | 6  | 9  | 15 | 40  | — | — | — | — | —  |
| 1983–84      | «Нью-Джерсі Девілс»                | НХЛ          | 67  | 9  | 12 | 21 | 85  | — | — | — | — | —  |
| 1984–85      | «Мен Марінерс»                     | АХЛ          | 12  | 0  | 1  | 1  | 32  | — | — | — | — | —  |
| 1984–85      | «Монктон Голден-Флеймс»            | АХЛ          | 37  | 8  | 16 | 24 | 82  | — | — | — | — | —  |
| 1985–86      | «Шарлоттаун Айлендерс»             | НБШХЛ        | 15  | 9  | 16 | 25 | 54  | — | — | — | — | —  |
| 1986–87      | «Шарлоттаун Айлендерс»             | НБШХЛ        | 11  | 5  | 17 | 22 | 69  | — | — | — | — | —  |
| 1989–90      | «Фредериктон Альпінс»              | НБШХЛ        | 14  | 0  | 8  | 8  | 30  | 6 | 1 | 6 | 7 | —  |
| 1990–91      | «Шарлоттаун Айлендерс»             | НБШХЛ        | 25  | 23 | 21 | 44 | 69  | — | — | — | — | —  |
| 1994–95      | «Сент-Джон Флеймс»                 | АХЛ          | 1   | 0  | 0  | 0  | 0   | — | — | — | — | —  |
| Усього в НХЛ | Усього в НХЛ                       | Усього в НХЛ | 168 | 25 | 28 | 53 | 238 | — | — | — | — | —  |

## Тренерська статистика
| Команда | Сезон   | Регулярний сезон | Регулярний сезон | Регулярний сезон | Регулярний сезон | Регулярний сезон | Регулярний сезон | Плей-оф | Плей-оф | Плей-оф | Плей-оф                        |
| Команда | Сезон   | І                | В                | П                | ПОТ              | О                | Результат        | В       | П       | %В      | Результат                      |
| ------- | ------- | ---------------- | ---------------- | ---------------- | ---------------- | ---------------- | ---------------- | ------- | ------- | ------- | ------------------------------ |
| OTT     | 2014–15 | 55               | 32               | 15               | 8                | (99)             | 4-е в АД         | 2       | 4       | .333    | програш у першому раунді (МОН) |
| OTT     | 2015–16 | 82               | 38               | 35               | 9                | 85               | 5-е в АД         | —       | —       | —       | не вийшли                      |
| Усього  | Усього  | 137              | 70               | 50               | 17               | —                |                  | 2       | 4       | .333    | 1 вихід до плей-оф             |